# Orthetrum
Orthetrum je rod vážek z čeledi vážkovití. Původem je ze starého světa, ale některé druhy rodu se rozšířily i do Austrálie. Od ostatních vážek z čeledi se rod odlišuje počtem předuzlových příček v křídle, na křídle jich má nejméně deset. Další typický znak je, že políčko těsně před uzlem je úplné, tzn. že políčko hned pod ním je stejně dlouhé. Známo je 60 druhů tohoto rodu, z nich se v Evropě vyskytuje 8 druhů. V Česku žijí 4 druhy.